# Leanderturm
Der Leanderturm (türkisch Kız Kulesi, „Mädchenturm“) ist ein Leuchtturm aus dem 18. Jahrhundert und liegt in Istanbul etwa 180 Meter vor Üsküdar auf einer kleinen Insel im Bosporus. Er gehört zu den Wahrzeichen der Stadt.
Hier soll das eine Ende der großen Kette befestigt worden sein, die angeblich bei den Angriffen auf Byzanz über den Bosporus gespannt wurde. Das andere Ende sei an einem Turm des Mangana-Palastes befestigt gewesen. Es wird allerdings nicht berichtet, wie die Kette an der Wasseroberfläche gehalten wurde. Der etwa 30 Meter hohe Turm diente im Laufe der Zeit als Leuchtturm, optischer Telegraf, Quarantänestation, Zollhaus, Alterssitz für Seeoffiziere und ein Restaurant. Nach der neusten Restaurierung wurde es zu einem Museum.

## Namensgebung
Die europäische Bezeichnung „Leanderturm“ geht auf einen antiken Stoff zurück, der nicht im Bosporus, sondern in den Dardanellen lokalisiert ist: Der Überlieferung nach schwamm Leander jede Nacht zu seiner geliebten Hero durch den Hellespont, bis eines Nachts die Fackel, die ihm den Weg wies, erloschen war. Er verlor die Orientierung und ertrank. Als Hero ihren toten Geliebten am Ufer fand, warf sie sich ebenfalls in die Fluten.
Der türkische Name „Mädchenturm“ leitet sich von der Legende einer Prinzessin ab, der ein Wahrsager den Tod durch Gift vorausgesagt hatte und die daraufhin von ihrem Vater in den Turm eingeschlossen wurde. Dort wurde sie von einer Schlange, welche in einem Obstkorb zu ihr gelangt war, gebissen und getötet. Eine ähnliche Legende wird an zahlreichen Orten und Inseln, nicht nur der Türkei, erzählt, unter anderem bei der Mädchenburg (Kız kalesi) im südtürkischen Ort Kızkalesi.

## Film
Der Turm taucht im Finale des James-Bond-Films Die Welt ist nicht genug auf, wo er Bonds Gegenspielerin Elektra King (Sophie Marceau) als Versteck dient. Allerdings entstanden die Innenaufnahmen mit den Schauspielern an bzw. in einem Nachbau in den Pinewood Studios.